# ادامه بده (مجموعه‌فیلم)
ادامه بده (به انگلیسی: Carry On) فیلمی به کارگردانی جرالد توماس با بازی کنت ویلیامز محصول کشور بریتانیا است.